# Isodon albopilosus
Isodon albopilosus là một loài thực vật có hoa trong họ Hoa môi. Loài này được (C.Y.Wu & H.W.Li) H.Hara mô tả khoa học đầu tiên năm 1985.